# Gala (äpple)

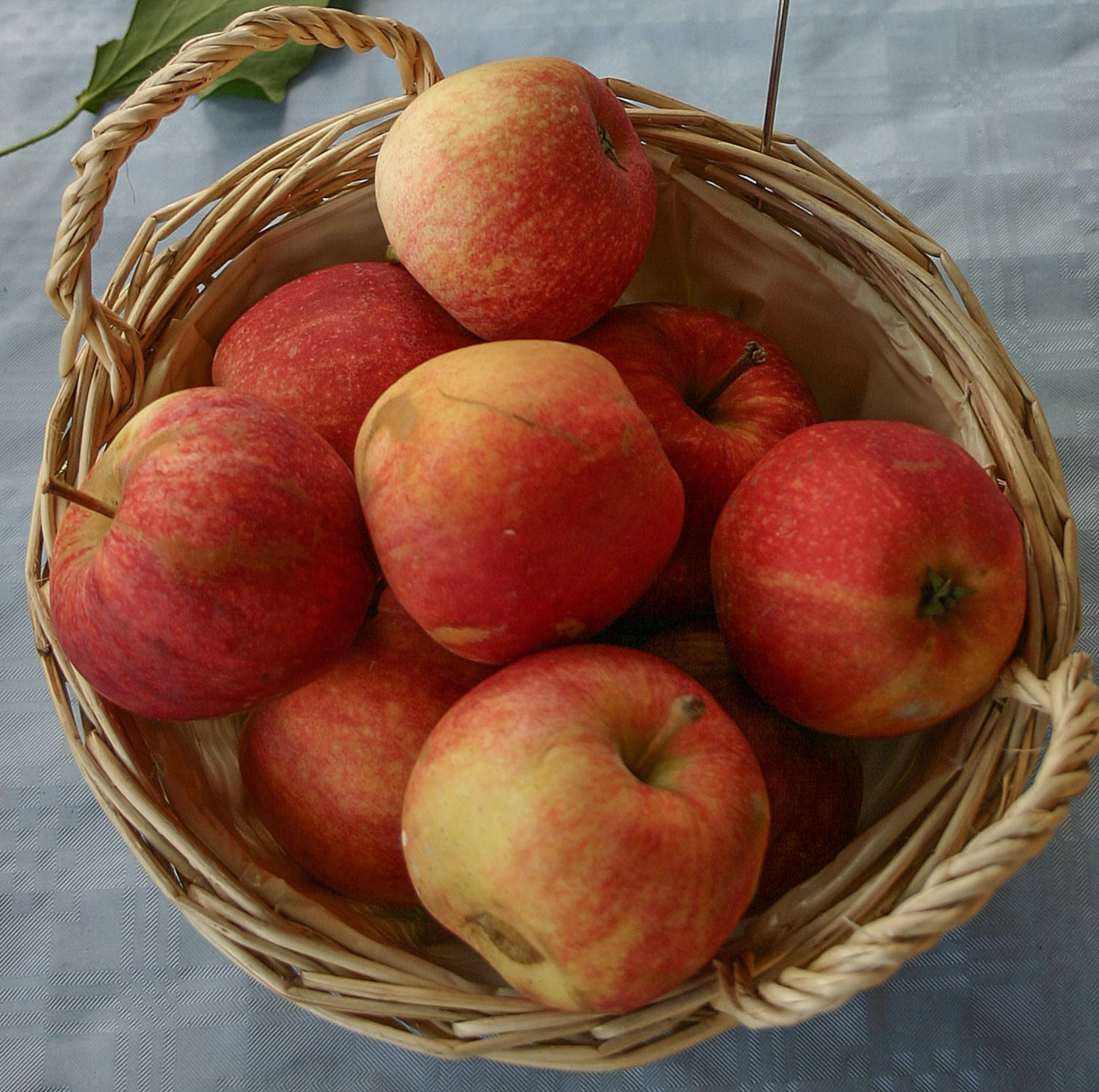
En korg med Gala-äpplen.

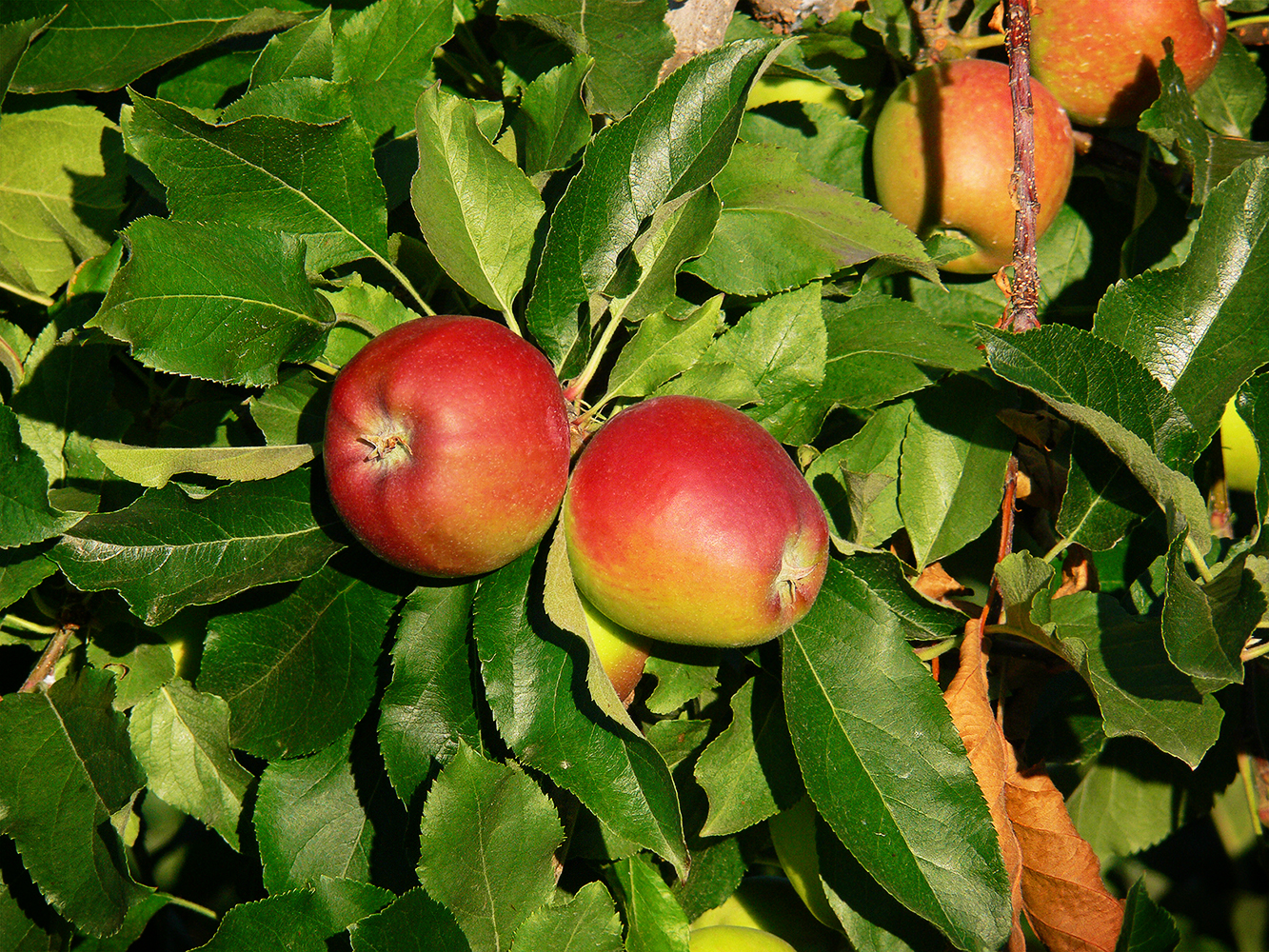
Frukten och dess blad.

Gala är en äppelsort vars ursprungsland är Nya Zeeland. Äpplets skal är av en rödgul färg och frukten har en mild och söt smak. Dess numera vanligaste variant är Royal Gala.

## Beskrivning
Frukten är medelstor, med rund och konisk form. Den har tunt och blankt skal, medan fruktköttet är vitt. Äpplets smak är tydligt söt och frisk, samt aromatisk.

## Historik
Äpplet är en korsning mellan Cox's Orange, Pippin, Red Delicious och Golden Delicious. Den utvecklades i Nya Zeeland.
Gala finns i två varianter. Det är dels den ursprungliga med rosaröda strimmor på ljusgul botten, dels Royal Gala (patenterad 1977) med rödare skal och tidigare mognad.